# Moncheux
Moncheux település Franciaországban, Moselle megyében. Lakosainak száma 146 fő (2022. január 1.). Moncheux Foville, Juville, Luppy, Sailly-Achâtel, Tragny és Vulmont községekkel határos.

## Népesség
A település népességének változása:
| Lakosok száma | 68   | 71   | 95   | 148  | 147  | 147  | 149  | 148  | 147  | 146  |
|               | 1968 | 1982 | 1990 | 2006 | 2013 | 2015 | 2017 | 2019 | 2020 | 2022 |